# Ултралаки авион
Ултралаки авион је категорија ваздухоплова, коју карактеришу: мала геометрија, мала маса, мала инсталирана снага погона, мале брзине лета, једноставна техничка решења, мала цена, једноставно руковање и шира доступност већем броју људи.
У периоду, касних 1970. и почетком 1980. године, већи број људи је био финансијски способан да се посвети овој технологији. Технологија материјала, познавање аеродинамике, конструкције и свих осталих ваздухопловних знања су напредовала и прихваћена од ширег круга људи, тако да постоје неопходни услови за градњу ових летелица. У овој области ваздухопловства је присутна самостална градња и летење. Једина препрека су законска регулатива и ваздухопловни прописи, који нису прецизно и јединствено дефинисали ову област.
 Ова велика групација, веома различитих летелица, уврштава се у категорију Ултралаких авиона и ако су границе њихове масе и брзина лета неуједначене, у различитим државама.

## Историјат и прописи
Историја за ултралаке авионе почиње крајем 70-их година, прошлог века. Њихова легализација, у појединим државама, почиње почетком 80-их година, са прописима о градњи и употреби. Тада те летелице постају приступачне ширем кругу корисника, за нови спорт и забаву у летењу. Почетно ограничење за ултралаке авионе је било маса празног до 100 kg с једним чланом посаде (једносед). Убрзо је померено ограничење на 115 kg, па на 150 kg и увођење двоседа. Увођење двоседа у прописе је логична и нужна мера, првенствено због потребе обуке летача.
Искуство и потреба ширења намене су условили да се 1993. године радикалније коригују прописи. Пошто су ова техничка и правна питања постала далеко озбиљнија, него што су била у почетку, прешла су у искључиву надлежност и надзор државних органа за цивилно ваздухопловство.
Развој ултралаких авиона је имао и велики утицај на интерес ваздухопловне индустрије у Европи. Тај интерес се одразио и на притисак о померању међународних ограничења, због ширег асортимана њихових производа. Међутим, еколози су наметнули додатна ограничења по основу буке. Захтева се да на растојању од 150 m, бука не пређе 55 db, али пошто то није било лако испунити, у неким земљама је то ограничење померено на 60 db. Максимална количина горива је била ограничена на 20 литара.
Прописи су у неким земљама законска обавеза, а у некима се прећутно толеришу. Посебно када је у питању начин употребе. У неким земљама је оријентисана употреба само преко организација (аероклубова) и са званичних аеродрома, а у неким то није обавеза. Заштита летача није јединствено регулисана. У неким земњама је обавезан падобран за спасавање, у другима то није обавеза. На ову ситуацију има велики утицај интерес произвођача у Европи. С допунским захтевима се поскупљује летелица, а то је препрека у конкуренцији са смањењем цене. Таква ситуација, у шаренилу прописа, је додатни ограничавајући фактор за ширу интернационалну производњу и примену ултралаких авиона. Државе које имају строже прописе не дозвољавају употребу ултралаких авиона из држава које су либералније по тим питањима, исто тако не дозвољавају летење њиховим пилотима на својој територији.
Већа група европских земаља су потписнице споразума о цивилном ваздухопловству, где се решавају и питања везана за ултралаке авионе. Србија није у списку земаља потписница.

### Европа
Заједничке ваздухопловне власти (енгл. Joint Aviation Authorities)  Европе су дефинисале ограничења за ултралаки авион, с документом ЈАР-1. Дефинисано је да авиони немају више од два седишта, брзину лета до 65 km/h и максималну масу до:
- 300  за једносед
- 450  за двосед
- 330  за амфибију и за хидро авион, једносед
- 495  за амфибију и за хидроавион, двосед.

### Француска
Француске ваздухопловне власти су допуниле своје прописе, за ултралаке авионе, 4. марта 2004. године. Претходни прописи су ступили на снагу 23. септембра 1998. године, за моторизоване ултралаке авионе.
За летење у Француској, на ултралаким авионима, пилоти морају бити старији од 15 година, с дозволом за летење.
У Француској су ултралаки авиони стандардизовани по класама:

#### Класа 1
Класи 1 припадају моторизовани ултралаки авиони, параглајдери с еластичним крилом, који испуњавају услове:
- максимална континуална снага је до 45 kW, за једноседе и 60 , за двоседе
- максимална тренутна снага је до 60 kW, за једноседе и 75 , за двоседе
- Максимална маса је до 300 , за једноседе и 450 , за двоседе.

#### Класа 2
Класи 2 припадају ултралаки авиони, код којих је на чврсто крило окачена кабина с мотором и са стајним органима.

#### Класа 3
Класи 3 припадају ултралаки авиони с фиксним крилом.
Ултралаки авиони 2 и 3 класе испуњавају услове:
- максимална континуална снага до 45 kW, за једноседе и 60 , за двоседе
- максимална тренутна снага до 60 , за једноседе и 75 , за двоседе
- максимална маса до 300 , за једноседе и 450 , за двоседе, ова маса може бити увећана за 5% за ношење падобрана за спашавање пилота
- минимална брзина лета до 65 km/h.

#### Класа 4
Ултралаки авиони-жироплани (хеликоптери) испуњавају услове:
- једномоторни с максималном континулном снагом до 60 kW, за једноседе и 80 kW, за двоседе
- максимална тренутна снага до 75 , за једномоторне и 90 , за двоседе
- максимална маса до 300 , за једноседе и 450 , за двоседе, ова маса може бити увећана за 5% за ношење падобрана
- специфично оптерећење ротора између 4,5 и 12 kg/m².

#### Класа 5
Класи 5 ултралаких авиона припадају дирижабли, с хелијумом и с топлим ваздухом. Они су стандардизовани са следећим условима:
- максимална континуална снага до 60 , за једномоторне и 80 kW, за двоседе
- максимална тренутна снага до 75 , за једномоторне и 90 , за двоседе
- могу се комбиновти и више мотора у оквиру лимитиране укупне снаге
- запремина хелијумског спремника је до 900
- запремина спремника топлог ваздуха је до 2 000 m³.

#### Подкласе 1А, 2А и 3А, од класа 1, 2 и 3
Ове подкласе се односе на ултралаке авионе с помоћним моторима, који раде само у појединим фазама лета.
- обавезно су само једноседи
- максимална континуална снага помоћног мотора је до 25
- максимална тренутна снага је до 30
- максимална маса је до 170
- максимално специфично оптерећење крила је до 30
- Министар за цивилно ваздухоловство Француске одобрава списак мотора за употребу.

### Немачка
У немачкој се у оквиру категорије ултралаких авиона сматрају само лаке моторизоване летелице. Безмоторне лаке летелице су у категорији једрилица. Чак су и моторне једрилице у категорији једрилица, изван ултралаких авиона. Моторне једрилице, које увлаче мотор после полетања, су лимитиране с масом до 472,5 kg. Лаки хеликоптери су лимитирани с масом до 500 kg, они су, у мају 2004. године, с прописима увршћени у ултралаке авионе.
Немачки органи за цивилно ваздухопловство се заузимају за хармонизацију и нужност примене јединствених прописа у Европи. Сматрају да ваздухопловне индустрије појединих земаља, из својих интереса, то онемогућавају. Политику хармонизације европских прописа подржавају и у пракси, с подршком усаглашених европских стандарда.
У Немачкој је регистрација ултралаких летелица добровољна, није обавезна.

### Велика Британија
У Уједињеном Краљевству се прописи односе само на ултралаке авионе с фиксним крилом. Прописано је да ултралаки авиони могу да буду до за две особе, с максималном масом до:
- 300  за једносед
- 450  за двосед
- 330  за амфибију и за хидроавион, једносед
- 495  за амфибију и за хидроавион, двосед.

Ултралаки авион не сме прећи специфично оптерећење крила од 25 kg/m², или брзину превлачења, за максималну масу, од 65 km/h. Само они Ултралаки авиони, који испуњавају ове услове, могу бити регистровани и они смеју да лете.

### Сједињене Америчке Државе
У Сједињеним Америчким Државама се сасвим другојачије дефинишу ултралаки авиони, што може и да створи одређене забуне. Код њих је дефинисан ултралаки авион с документом ФАР 103 , с чиме се прецизира да је код једноседа максимална количина горива 19 литара, маса празнога је до 115 kg, максимална брзина до 102 km/h, а максимална брзина превлачења до 45 km/h. Летење је дозвољено у дневним сатима и то у ненасељеном подручју. Ултралаки авиони без погона (змајеви параглајдери итд.) имају ограничења у маси до 70 kg, уз додатну тежину амфибијских стајних органа и падобрана за спасавање.
У 2004. години су америчке ваздухопловне власти нормирале укључење и ултралаких авиона, као посебну категорију, у Такмичење-спортских авиона.
Нису прописане лиценце за летаче на ултралаким авионима, али се препоручује њихова обука. За Такмичење-спортских авиона, пилотима је за летење на ултралаким авионима неопходан основни летачки сертификат.

### Аустралија
У Аустралији су дефинисани ултралаки авиони с једним или с два седишта, максималне масе до 540 kg, а брзина превлачења да не прелази 83 km/h.
Ултралаки авиони и њихови пилоти се у Аустралији регистрију преко државног једриличарског удружења или преко Аустралискок спортског ваздухопловства. На овај начин су сва питања, везана за ултралаке авионе, регулисана прописима цивилног ваздухопловства Аустралије.

### Канада
Канадски ваздухопловни прописи дефинишу две врсте ултралаких авиона: основне и напредне. Такмичење спортских авиона је слично као у Америци. Базира се на основу канадских напредних ултралаких авиона. Напрени ултралаки авиони обавезно користе аеродроме с контролом, без обавезног претходног планирања и најављивања лета.
Употреба, било које класе ултралаких авиона у Канади захтева поседовање дозвола за њих. Дозволе се захтевају за пилотирање с једноседом и с двоседом. Други члан посаде, такође мора поседовати пилотску дозволу. Ултралаки авиони се користе са земље и с воде.

### Индија
У Индији је ултралаки авион дефинисан с карактеристикама:
- маса до 450 kg без падобрана, а с падобраном до 472,5
- брзина сваљивања (превлачења) до 80
- максимална брзина до 220
- до два седишта
- један мотор, клипни, ротациони (турбински) или дизел
- површина крила већа од 10
- кабина није под притиском
- неувлачећи стајни органи, ако није за воду или ако није једрилица.

У Индији ултралаки авиони морају бити регистровани, периодично им се контролише стање и дозволе за лет, које се обнављају сваке године..

### Нови Зеланд
На Новом Зеланду су ултралаки авиони разврстани у две класе, по основу дали су једноседи или двоседи. Сви типови ултралаких авиона морају бити испитани на издржљивост (чврстоћу), пре првог лета. Морају бити опремљени минималним пакетом опреме: брзиномером, магнетним компасом, висиномером и падобраном.

#### Класа 1
Класа 1 се односи на једноседе, а морају да испуњавају услове:
- маса до 544 , за земаљски
- маса до 579 kg, за хидро и амфибије
- брзина превлачења до 45

Захтевају се годишње инспекције стања летелица и њихове регистрације, а не морају да имају тренутне дозволе за лет.

#### Класа 2
Класа 2 се односи на двоседе и они морају да испуњавају услове:
- маса до 544 , за земаљски
- маса до 614 kg, за хидро и амфибије
- брзина превлачења до 45

Захтева се да испуњава минималне иностране прописе. Годишње се прегледају, региструју се, а морају имати тренутну дозволу за лет.

## Конструкција
Ултралаки авиони, као специфична категорија летелица, су веома хетерогени. Границе међусобних разлика су размакнуте, од професионалних привредних авиона до аматерских за забаву и за хоби. Сагласно томе су различите концепције, конструкције, примењене технологије и решења. Посебно, код ових летелица долази до изражаја машта у могућностима избора конфигурација и концепција, од класичних авионских, летећи-бицикл, с потисном и каналисаном елисом, копија детаља цртежа Леонарда Давинчија, до детаља из митских цртежа и принципа лета птица. Принципи оптимизације и избора материјала у конструкцији структуре су пренети из ваздухопловних искустава и знања. Код ултралаких авиона су релативно мале брзине лета, мале масе, последично и укупна оптерећења су мала, те су присутни принципи употребе лаких конструкција структуре. Поред структура од легура алуминијума и композита, најчешћа је употреба мешовитих конструкција од носећих цеви и развученог платна. Цеви су од композита или од дурал-алуминијума. Све се више инсистира на потпуној ваздухопловној процедури и у развоју ултралаких авиона, према којима су обавезна статичка и динамичка испитивања структуре, као услов за добијање употребне дозволе.
Погон је најчешће с клипним мотором и елисом, чија уградња је обично иза кабине (потисни принцип) или изнад крила, код висококрилаца. На овај начин пилот добија потпуну (панорамску) прегледност испред летелице. Код неких решења, с падобранским крилом, пилот носи мотор на леђима, као ранац. Највише се користе мотори с унутрашњим сагоревањем, а у последње време су доста присутни и електро мотори с батеријама или са соларном енергијом. Мотори с унутрашњим сагоревањем имају снагу, приближног нивоа малих и средњих аутомобила, потрошњу по километру пређеног пута имају сличну. Прелазак на електро-моторе су подстакли мотиви цене, екологије и једноставности. Обезбеђење електричне енергије из соларне, за погон авиона у ширем смислу, већ дуже време се испитује и истражују за решења озбиљнијих серијских апликација. У оквиру свога истраживачког програма, НАСА је изградила познати прототип авиона са соларном енергијом, Авион Хелиос 
Технологија градње електричних батерија је толико напредовала да је већ постала реалност у погону ултралаких авиона, чији су захтеви скромни по питању нивоа инсталисане снаге. У априлу 2007. године, на ултралаком авиону званом Електроавион,  направљена је успешна конверзија мотора с унутрашњим сагоревањем с електро погоном. Примењени електромотор је масе од 12 kg и снаге 13,5 kW. Батерија је прављена на бази литијум-полимера од 5,6 kWh, траје за 1,5 h лета. Цео систем погона кошта 10.000 $.
Аеродинамика ултралаких авиона је класична, једино се мора поклонити посебна пажња при свођењу прорачунских аеродинамичких коефицијената на стварне услове струјања ваздуха, преко Рејнолдсовог броја.
 Управљање у лету с ултралким авионима с фиксним крилом је преко крмила, као и код класичних авиона. Ултралаки авиони, са слободним крилом (на које је окачена кабина с пилотом), су посебни у управљању. Систем управљања има делимичну сличност с управљањем код лета птица. С променом угаоног положаја крила, у односу на преостали део авиона и пилота, последично се генеришу аеродинамички моменти, неопходни за жељени маневар летелице. У ствари пилот на тај начин рукама, преко рукохвата (рама) управља с нападним углом, углом клизања и углом нагиба крила. Њихове промене генеришу измену момената пропињања, скретања и ваљања летелице. Пилот преко управљачког рукохвата (палице, волана) то реализује. Закретање крила у три степена слободе је остварено преко троструког шарнира, преко кога је реализована и веза крило преостали део летелице (окачено). Пилотове руке су стално, у току лета, на раму-рукохвату, постављеном у попречној равни испред њега. Рукохват је у крутом склопу (вези) с крилом, а израђен је од лаганих цеви.
Ово решење је видљиво на слици горе десно.

### Ултралаки авиони без погона
Делта-планер (глајдер) је безмоторни ултралаки авион, тежи од ваздуха, једри уз помоћ вертикалног струјања, као једрилица. Аеродинамички је пројектован с великом финесом (с малим губитком висине на пређеном путу и без вертикалне струје ваздуха). Назива се делта по облику грчког слова. Конструкција ове летелице је практично цела у крилу, о којем виси летач, окачен преко система веза. Крило је еластично од лаганих цеви, с развученим платном по површини. Управљање је помоћу крутог рукохвата, с којим пилот (летач) мења сва три поставна угла крила. Полетање може бити са затрчавањем летача с летелицом, обично низ падину узвишења.
Падобрански-планер (параглајдер)

Ова безмоторна летелица једри по принципу једрилице, а крило му се заснива на принципима конструкције падобрана. У чијој конструкцији су примењени канапи и платно. Крило је еластично, на чију измену облика, летач утиче затезањем одговарајућих канапа. На тај начин се и управља с овом летелицом. Глајдери и параглајдер имају сличну функцију и начин једрења као и једрилице, али су практичнији у употреби. Једноставнији и јефтинији је транспот. С параглајдерима се може полетети са затрчавањем летача низ падину. Лет с глајдером и параглајдером има више елемената спорта и хобија, у односу на класичну једрилицу. С једрилицом се постижу бољи резултати, због боље аеродинамике, то јест има већу брзину лета и долет.
Ултралаке летелице без погона могу да полећу и с вучом помоћу витла, с којим се покреће помоћни подвоз на коме су смештени летач с летелицом. Када се постигне одговарајућа брзина за узгон крила, нивоа тежине летелице, односно довољне вредности за одвајање од подвозја, отпочиње слободан лет.

### Ултралаки авиони с погоном
Микроавион је класични авион, једносед или двосед, у апликаијама је с малом масом и димензијама. Преко аеродинамике његовог фиксног крила се ствара узгон за уравнотежење тежине. Конструкција стуктуре је од лаганих материјала, високе носивости и поузданости. Управљање је класично с крмилима око све три осе. Опремљен је с најнужнијим инструментима: брзиномером, висиномером, вариметром, компасом и показивачем тренутне количине горива. Оперативна употреба му се стално шири, од спорско-рекреативне до значајних примена у привредним делатностима.
 Моторни глајдер је летелица с погоном, најчешће с клипним мотором и потисном елисом, уграђеним иза кабине и летача. Наследио је основне конструктивне карактеристике, свога безмоторног претходника. С њим заједно, је у врху списка летелица по једноставности и приступачности ширем броју људи. Структурално се сатоји од два модула: пилотска кабина са стајним органима и узгонски део (крило). Кабински део је квази труп од микроавиона. На његовом задњем делу је уграђен мотор с потисном елисом. Мотор је обично с унутрашњим сагоревањем, а у последње време су присутна и решења са електро погоном.
 Моторни глајдер, сачињава хибрид елемената и функција класичног авиона и једрилице. Има озбиљне предности над једним и другим, у полетању и слетању, летним перформансама, мобилности, транспорту, аутономности употребе и економичности.
 Моторни параглајдер је у основи базни параглајдер с додатком погона. Погон омогућава параглајдер већу аутономију, то јест већу независност од интензитета хоризонталних и вертиклних струјања ваздуха, при полетању, слетању и у лету. Погон је мотор с потисном елисом, постављенима иза летача. Мотор може бити с унутрашњим сагоревањем или електрични.
 Постава погона може бити на леђима летача, типа руксак, или фиксна уградња на модул колица. Параглајдер се састоји поред овог пилотовог и од функционалног модула. Функционални модул је ојачано крило базног параглајдера.
Аутожир (жиропланер) је комбинација конструкције и примењених аеродинамичких принципа на авионима и хеликоптерима. Главна разлика је у томе што се на авиону остварује узгон преко фиксног крила, а на аутожиру преко ауторотационих крила. Обртни момент, за ауторотацију кракова крила, је последица појаве спрега сила, услед разлике отпора на истима, при линијском кретању летелице.
 Последица ауторотације крила (кракова) је појава потребног узгона, за уравнотежење тежине летелице. Управљање с узгоном (подешавање) је с променом нападног угла крила (кракова). У поређењу с класичним авионом, аутожир има одређене предности, краће су им полетно-слетне стазе и безбедније се приземљују при отказу погонског мотора. Напредни аутожири могу да полећу са стазе и до 10 m.
Ултралаки хеликоптер су класичих кофигурација, једноседи и двоседи, мале масе и мале геометрије. Постоје и примери експерименталних ултралаких хеликоптера, заснованих и на другим принципима рада, као што је концепт Мартина Јетпака.
Ултралаки хеликоптер је погодан за употребу у најширем спектру намена, у односу на све ултралаке авионе.

## Примена ултралаких авиона[31]
Велики спектар категорија, врста и подврста ултралаких авиона има широку примену у друштвеним и привредним делатностима:
- авиоспорт,
- авиотуризам и панорамско разгледање терена,
- обука и тренинг пилота,
- аероснимање и надгледање терена,
- полицијске патроле,
- противпожарне патроле,
- надгледање електричних далековода, нафтовода и гасовода,
- превоз медецинског особља,
- превоз приватних лица,
- разне услуге у пољопривреди и шумарству,
- услуге у рибарству итд.

## Организација коришћења
У свету, посебно у Европи се чине значајни напори за хармонизацију националних прописа у јединствен и функционалан систем интернационалне употребе ултралаких авиона. На овим питањима се ради убрзано, пошто прираст развоја, производње и употребе ових летелица има облик експоненцијалне функције. У томе смислу, све више и комерцијалних аеродрома се обавезује на пружање услуга ултралаким авионима. Неки аеродроми и за међународни саобраћај су то већ учинили, као нпр. аеродром у Лајпцигу.
Србија располаже с великом ваздухопловном традицијом у школству, истраживању и развоју, авио-индустрији, авиоспорту, кадровима и са значајном ваздухопловном инфраструктуром, за шире присуство ултралаких авиона. Ваздухопловни савез Србије има посебну одговорност за организацију, контролу и управљање с том делатношћу, преко организационих субјеката, Националног аеро-клуба Србије „Наша крила“ (који су основали ратни пилоти Солунци, по завршетку Првог светског рата) и осталих аероклубова.

## Галерија
- Канадски ултра-лаки авион.
- Немачки ултра-лаки Икарус C42.
- Фантом -

## Коришћена издања
- Ултралаки авиони у Русији
- Ентузијасти
- Немачко парамотор удружење
- Немачка база података
- „Преглед Ултралаких авиона”. Архивирано из оригинала 04. 08. 2009. г.
- Канадски регистар авиона
- Глајдерска асоцијација Аустралије
- Канадска авио регулатива